# Robert de Luxembourg
Robert de Luxembourg (mort en 1493) est un ecclésiastique qui fut  évêque d'Angoulême  de 1479 à 1493.

## Biographie
Robert de Luxembourg est un fils illégitime de Louis de Luxembourg-Saint-Pol. Il succède à Raoul du Fou comme évêque d'Angoulême le 15 novembre 1479 et prête serment au Roi le 19 janvier suivant. Il ne fait toutefois son entrée dans sa cité épiscopale que le 6 septembre 1489. Il fait procéder au pavage de la cathédrale et à la réfection de la chapelle de Saint-Augustin le long des remparts de la cité.
Le 30 juillet 1493, il reçoit un aveu de l'écuyer Jean Renouard et il meurt peu après, puisque son successeur est désigné le 18 octobre 1493.